# ベレグフィ・カーロイ
ベレグフィ・カーロイ（Beregffy Károlyi、1888年2月12日 - 1946年3月12日）は、ハンガリーの軍人。大将。国民統一政府で国防大臣を務め、戦後に処刑された。

## 生涯

### 軍人
1912年にオーストリア＝ハンガリー帝国陸軍に入隊、中尉に任官し第一次世界大戦に従軍。1919年に大尉に昇進する。戦後はホルティ・ミクローシュのハンガリー国民軍に参加し、共産主義者に対する白色テロに従事する。1939年10月1日に准将に昇進し、士官学校教官・国境警備隊司令官を1941年11月1日まで務めた。
第二次世界大戦勃発後に第3軍司令官としてソビエト連邦と戦い、1943年6月12日に中将に昇進し1944年5月15日に第1軍司令官に任命される。しかし、ソ連軍との戦いに敗北し、8月に責任を追及されヘスレーニ・ヨージェフと司令官職を交代させられる。

### 矢十字党政権

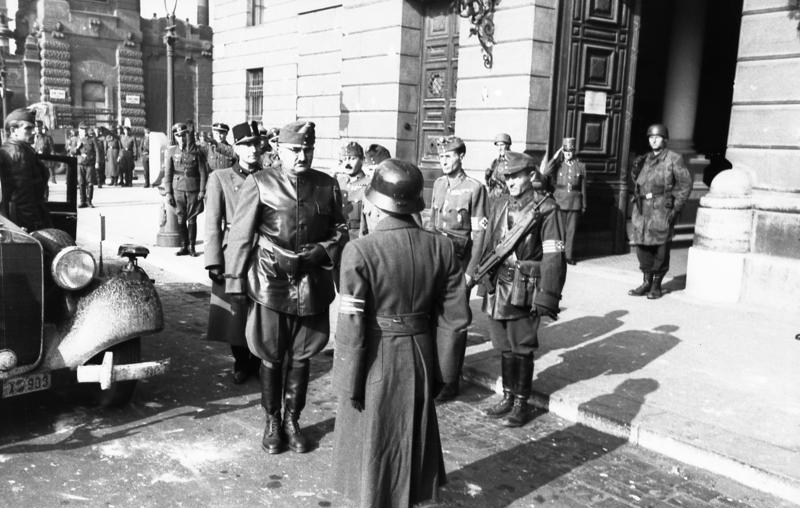
1944年10月、ブダ宮殿に到着するベレグフィ

ベレグフィは矢十字党を設立当初から支持していたが、ハンガリー軍の規則で政党に入党することは禁止されていたため党員にはなれなかったが、マルガレーテ作戦・パンツァーファウスト作戦の際にはクーデターに協力している。1944年10月16日、矢十字党が政権を掌握し国民統一政府が成立すると、ベレグフィはサーラシ・フェレンツの要請を受け国防大臣兼陸軍参謀総長に就任した。10月30日にはソ連軍の侵攻に対処するため国内の資源を強制徴収する命令を出し、同時に南東部の要塞の防衛力を強化するためユダヤ人を強制労働に就かせた。11月14日には摂政評議会のメンバーに任命された。
12月25日に陸軍総司令官に任命され、ブダペスト包囲戦を指揮する。1945年1月7日からはソ連軍に対処するためドイツ国防軍に第1騎兵師団・第2戦車師団を提供し戦闘を継続するが、部隊の疲弊が激しく戦闘は劣勢のまま推移し4月4日に敗走した。
国民統一政府崩壊後は西部に逃亡し、4月30日にドイツ・オーバーバイエルンのタンでアメリカ軍に投降したが、5月1日にソ連軍に引き渡されハンガリーに送還された。

### 死去
ハンガリー送還後に人道に対する罪で訴追され、1946年2月5日にブダペストのリスト・フェレンツ音楽大学で人民裁判にかけられた。ベレグフィは無罪を主張したが死刑判決を受け、サーラシら矢十字党幹部と共に絞首刑に処せられた。